# Dolichopus shii
Dolichopus shii är en tvåvingeart som beskrevs av Yang 1996. Dolichopus shii ingår i släktet Dolichopus och familjen styltflugor. Inga underarter finns listade i Catalogue of Life.